# James McKeen Cattell

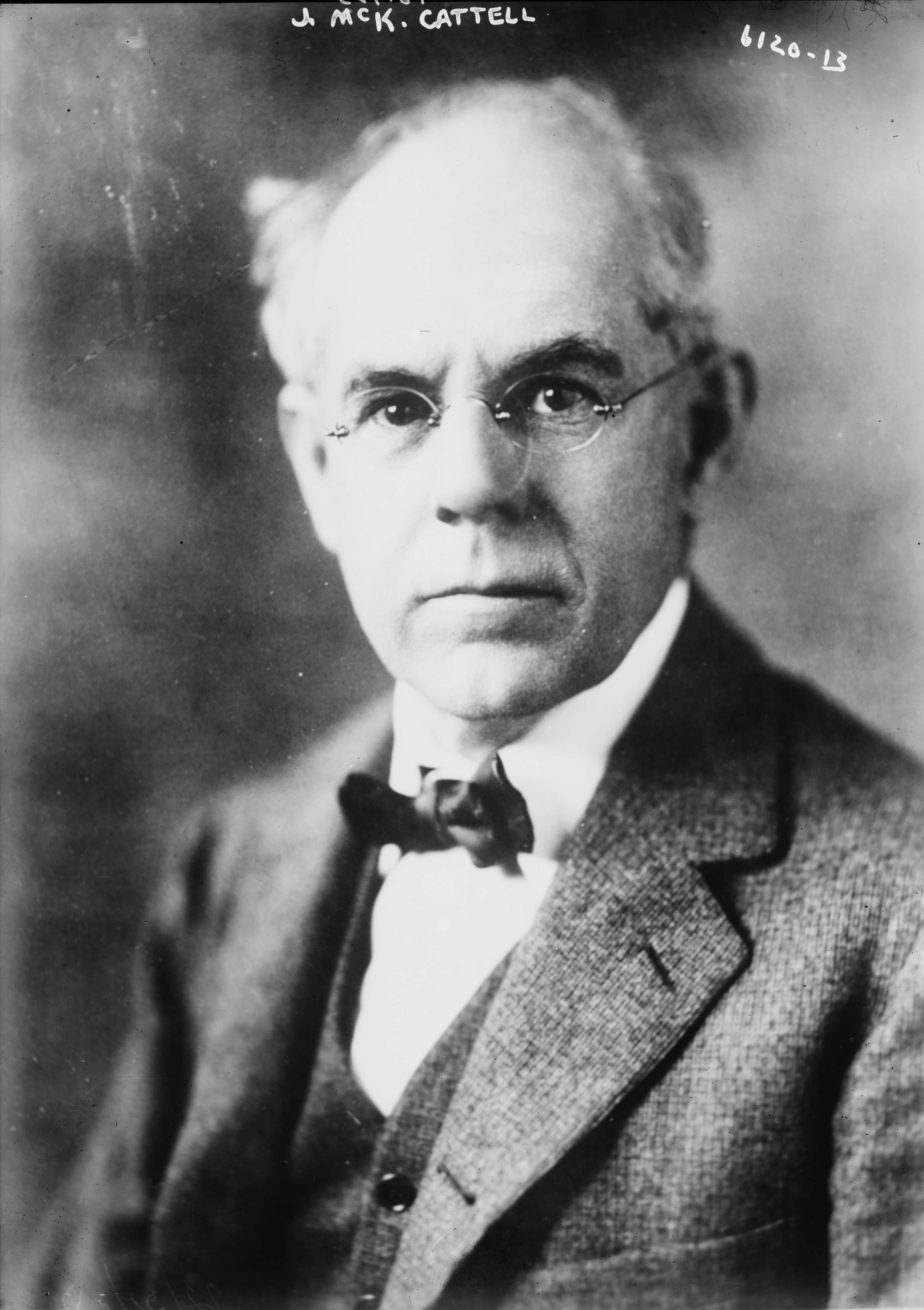
James McKeen Cattell

James McKeen Cattell (* 25. Mai 1860 in Easton, Pennsylvania, USA; † 20. Januar 1944 in Lancaster, Pennsylvania, USA) war ein amerikanischer Persönlichkeits-Psychologe. Daneben war er ein Großverleger wissenschaftlicher Literatur.

## Leben
Cattell wuchs als ältestes Kind einer wohlhabenden und prominenten Familie auf. Sein Vater William Cassady Cattell, ein Presbyterianer-Geistlicher, wurde kurz nach James’ Geburt Präsident des Lafayette College in Pennsylvania. Seine Mutter Elizabeth „Lizzie“ McKeen brachte in die Ehe 1859 ein erhebliches Erbe ein. Sein Onkel Alexander Gilmore Cattell vertrat New Jersey im US-Senat. James Cattell trat 1876 in das Lafayette College ein und machte nach vier Jahren dort einen glänzenden Abschluss. Er ging nach Deutschland und studierte beim Philosophen Rudolf Hermann Lotze an der Universität Göttingen und beim Psychologen Wilhelm Wundt an der Universität Leipzig. Zurück in den USA verbrachte er 1882/83 zum Studium der Philosophie an der Johns-Hopkins-Universität in Baltimore. Bei einem weiteren Aufenthalt in Leipzig wurde er der erste Assistent Wilhelm Wundts und promovierte dort 1886. Von dort ging er nach London an das Laboratorium Francis Galtons. 1887 wurde er Dozent am Bryn Mawr College, 1888 wurde er erster Professor für Psychologie der USA an der University of Pennsylvania in Philadelphia. Dort errichtete er ein psychologisches Laboratorium und entwickelte eine Reihe von Tests. 1891–1917 war er Professor für Psychologie, Anthropologie und Philosophie an der Columbia University, wo er lange Jahre mit seinem Schüler Edward Lee Thorndike zusammenarbeitete. Er war Gründungsmitglied und 1895 Präsident der American Psychological Association (APA). Sein Eintreten gegen das amerikanische Engagement im Ersten Weltkrieg führte zu seiner Entlassung von der Columbia. 1921 gründete er zusammen mit einigen prominenten Kollegen die 'Psychological Corporation', die in verschiedenen Bereichen wie Eignungsdiagnostik oder Werbung für die Wirtschaft forscht und Dienste vermittelt. 1888 wurde er in die American Philosophical Society gewählt, 1901 in die National Academy of Sciences und 1933 in die American Academy of Arts and Sciences.
Zu seinen Schülern zählen neben Thorndike F. L. Wells, Robert S. Woodworth, S. I. Franz, E. K. Strong und Margaret Washburn.

## Forschung
Während seiner Assistenzzeit bei Wilhelm Wundt in Leipzig lag sein Schwerpunkt auf den individuellen Unterschieden der experimentellen Antworten (etwa in der Reaktionszeit), während Wundt mehr an allgemeinen Schlussfolgerungen interessiert war. Daher setzte er auch seine Studien bei Francis Galton fort, der sehr an der methodischen Erfassung individueller Fähigkeitsunterschiede arbeitete. Damit wurde Cattell einer der Begründer der Differentiellen und Persönlichkeitspsychologie. 1885 demonstrierte er, dass sich Buchstaben leichter lesen lassen, wenn sie ein Wort bilden. Mit seiner Veröffentlichung Mental tests and measurement (1890) führte er den psychologischen Test ein und stellte seine experimentellen Ergebnisse der Vorjahre vor. Auch war dies der Beginn der Psychometrie in Form der Intelligenztestforschung und der Eignungstests für Collegestudenten. Neben vielen anderen Fertigkeiten untersuchte Cattell erstmals empirisch das Lesen. Cattell machte auch Selbstversuche zur Wirkung des (damals legalen) Haschisch. Er wurde über seinen Schüler Edward Lee Thorndike ein Anreger des Behaviorismus. Seine Theorieansätze standen dem Funktionalismus nahe.
Cattel war zusammen mit Granville Stanley Hall, ebenfalls ein Wundt-Schüler, der Verbreiter der experimentellen Psychologie in den USA.
James McKeen Cattell ist nicht zu verwechseln mit dem britisch-amerikanischen Persönlichkeitspsychologen Raymond Bernard Cattell, der unter anderem eine Persönlichkeitsstruktur mit 16 Primärfaktoren und das Konzept der fluiden und kristallinen Intelligenzen entwarf.

## Unternehmer
Cattell engagierte sich nicht nur für die Etablierung der Psychologie als Wissenschaft, sondern auch für die Wissenschaft insgesamt. November 1894 erwarb er die Wochenzeitung Science sowie für 50 Jahre die Verlegerrechte. Science wurde 1900 offizielles Mitteilungsblatt der American Association for the Advancement of Science.
1900 kaufte er in New York die Druckerei „The Science Press“, sie übernahm im Januar 1908 den Verlag der Wochenzeitung Science.
Cattell wurde Herausgeber mehrerer bedeutender Zeitschriften – u. a. 'Psychological Review', 'School and Society', 'Popular Science Monthly' und 'Scientific Monthly'.
- Ueber die Zeit der Erkennung und Benennung von Schriftzeichen, Bildern und Farben. Philosophische Studien 2, 1885, 635–650
- The time it takes to see and name objects. Mind 11, 1886, 63–65
- Psychometrische Untersuchungen. Teil 1:, Philosophische Studien Bd. 3, 1886, 305–335; Teil 2:, Bd. 3, 452–492; Teil 3:, Bd. 4, 1888, 241–250
- Mental tests and measurements. Mind 15, 1890, 373–381
- Chronoskop und Chronograph. Philosophische Studien 9, 1893: 307–310
- Measurements of the accuracy of recollection. Science 2, 1895, 761–766
- Address of the president before the American Psychological Association, 1895. Psychological Review 3, 1896, 134–148
- On reaction-times and the velocity of the nervous impulse. Memoirs of the National Academy of Sciences 7, 1895: 391–415
- The time of perception as a measure of differences in intensity. Philosophische Studien 19, 1902, 63–68
- Statistics of American psychologists. American Journal of Psychology 14, 1903, 310–328
- The conceptions and methods of psychology. Popular Science Monthly 66, 1904, 176–186
- The school and the family. Popular Science Monthly 74, 1909, 84–95
- Psychology in America. Science 70, 1929, 335–347
- The founding of the Association. Psychological Review 50, 1943, 61–64